# The Ace of Diamonds (film 1915)
The Ace of Diamonds è un cortometraggio muto del 1915 diretto da George Reehm. Il film, prodotto dalla Biograph, fu interpretato da Charles Perley e dalla piccola Zoe Rae.

## Produzione
Il film fu prodotto dalla Biograph Company.

## Distribuzione
Distribuito dalla General Film Company, il film - un cortometraggio in una bobina - uscì nelle sale cinematografiche statunitensi il 21 agosto 1915. Non si conoscono copie ancora esistenti della pellicola che viene considerata presumibilmente perduta.